# Howl
Pour les articles homonymes, voir Howl (homonymie).
Howl est un poème d'Allen Ginsberg paru dans son recueil de poème de 1956 intitulé Howl and Other Poems. Ce poème est considéré comme l'une des œuvres majeures de la Beat Generation, avec Sur la route de Jack Kerouac (1957), Gasoline de Gregory Corso (1958) et Le Festin nu de William S. Burroughs (1959).

## Genèse du poème et réception
Howl a été écrit en 1955 pour être récité lors de la lecture publique à la Six gallery de San Francisco, mais il a ensuite été publié par le poète Lawrence Ferlinghetti chez City Lights Books. Le poème a été qualifié d'« obscène », Ferlinghetti et Shig Murao, directeur de la librairie, furent arrêtés et inculpés pour sa publication. Le 3 octobre 1957, le juge Clayton W. Horn rendit un arrêt affirmant le contraire, ce qui permit à Howl de continuer à être diffusé et de devenir le poème le plus réputé de la Beat Generation.
La lecture du poème à la Six gallery est racontée par Jack Kerouac dans son roman Les Clochards célestes, ou Ginsberg apparaît sous le nom de Alvah Goldbook.[réf. nécessaire]

## Extrait du poème
Howl [premiers vers]
I saw the best minds of my generation destroyed by madness, starving hysterical naked,
dragging themselves through the negro streets at dawn looking for an angry fix,
Angel-headed hipsters burning for the ancient heavenly connection
to the starry dynamo in the machinery of night,
[traduction en français]
J’ai vu les plus grands esprits de ma génération détruits par la folie, affamés hystériques nus,
se traînant à l’aube dans les rues nègres à la recherche d’une furieuse piqûre,
initiés à tête d’ange brûlant pour la liaison céleste ancienne
avec la dynamo étoilée dans la mécanique nocturne,
Pierre Guglielmina traduira « J’ai vu les plus grands esprits de ma génération détruits par la folie » par « J’ai vu les meilleurs esprits de ma génération détruits par la folie » dans l'édition parue chez Denoël.

## Postérité
La chanson Spell de Patti Smith est un poème inspiré de Howl[réf. nécessaire].
La période de la vie de Ginsberg durant laquelle il rédige Howl a fait l'objet du film biographique américain Howl, de Rob Epstein et Jeffrey Friedman (scénario et réalisation), sorti en 2010, où Allen Ginsberg est incarné à l'écran par l'acteur James Franco. Ce film relate la saga judiciaire à propos du poème de Ginsberg qui en donne une brillante lecture.